# Паллуа, Норберт
Но́рберт Паллу́а (нем. Norbert Pallua; род. 21 января 1952, Брунек, Южный Тироль) — директор клиники пластической, ожоговой хирургии и хирургии кисти при университетской клинике Aхена.

## Творческая биография
После окончания гимназии Норберт Паллуа изучал медицину в Инсбруке и Вене (Австрия), после сдачи дипломных госэкзаменов прошёл aпробацию также в итальянском городе Болонья. Там же он сдал двуязычный экзамен. Ординатуру на звание врача-хирурга он прошёл в Берлине в хирургическом отделении университетской клиники имени Рудольфа Вирхова при Берлинском университете под руководством Э. С. Бюхерль. Специализацию на звание врача-специалиста пластической хирургии, ожоговой хирургии и дополнительную квалификацию хирурга кисти приобрёл в Ганноверском медицинском университете под руководством А. Бергер. Право на преподавательскую деятельность (venia legendi) Норберт Паллуа получил в 1995 году. С 1997 года работает в звании профессора пластической хирургии, хирургии кисти и ожоговой хирургии в университетской клинике Ахена и с того же времени является директором этого клинического отделения.
С 2001 года Паллуа является представителем Германии в исполнительном комитете Европейского совета пластической, реконструктивной и эстетической хирургии (EBOPRAS), будучи членом образовательского состава и экзаменатором.
Норберт Паллуа представляет интересы пластической хирургии во всех отечественных и международных организациях. Кроме этого, до 2009 года он являлся вице-президентом Немецкого общества пластической, реконструктивной и эстетической хирургии (DGPRÄC), а ныне является представителем Центральной Европы в Международной конфедерации пластической, реконструктивной и эстетической хирургии (IPRAS). С 2001 года он представляет Германию в Европейском союзе специалистов в области медицины (UEMS), а с 2008 года является председателем Нормативного комитета эстетической медицины.
Паллуа католик, женат, имеет троих детей.

## Основные направления деятельности
Основными направлениями деятельности являются реконструктивная и эстетическая хирургия, а также исследовательская работа. Он специализируется прежде всего на реконструктивной хирургии области головы и шеи с применением им же самим разработанных методов, позволяющих функционально и эстетически восстановить все лицо после операций по удалению опухолей или перенесенных травм. В области хирургии груди он использует также им самим разработанные технологии по уменьшению груди с минимальным рубцеванием и стабильными долгосрочными результатами. С самого начала своей деятельности он был первопроходцем в области пересадки жировых тканей. Исследовательская работа сосредоточена в области тканевой инженерии, главным образом жировой и нервной ткани. Участвует в многочисленных совместных проектах университетов многих стран.

## Почётные звания
- 2003: Назначение почётным профессором и директором хирургической клиники больницы традиционной китайской медицины в Нанджинг, Китай
- 2005: Назначение постоянным почётным директором клиники пластической хирургии в Исин, Китай
- 2008: Назначение почётным профессором Союза пластической хирургии Румынии
- 2012: Назначение зарубежным экспертом Оценочного комитета итальянских университетов при министерстве по делам университетов и исследований Италии

## Президентство на конгрессах
- 2006: Президент ежегодного Конгресса DGPRÄC в Аахене
- 2007: Научный председатель Всемирного конгресса IPRAS в Берлине
- 2009: Президент Весеннего конгресса VDÄPC и ежегодного конгресса EASAPS в Ахене
- 2009: Организатор Европейского курса пластической, реконструктивной и эстетической хирургии в Ахене
- 2010: Сопредседатель Первого китайско-немецкого конгресса пластической хирургии в Шанхае
- 2011: Сопредседатель Первого китайско-европейского конгресса пластической хирургии в Пекине